# Planalto (Paraná)
Planalto ist ein brasilianisches Munizip im Südwesten des Bundesstaats Paraná an der argentinischen Grenze. Es hat 11.062 Einwohner (2022), die sich Planaltenser nennen. Seine Fläche beträgt 346 km². Es liegt 387 Meter über dem Meeresspiegel.

## Etymologie
Der Name Planalto bedeutet auf Deutsch Hochebene. Er kommt von der landschaftlichen Lage des Munizips her.

## Geschichte

### Besiedlung
Die Region von Planalto wurde ab den 1940er Jahren von Siedlern aus Rio Grande do Sul und Santa Catarina besiedelt, die dort auf kleinen Familienbetrieben basierende Landwirtschaft betrieben. Sie kamen vor allem aus Tenente Portela, Criciumal, Três Passos, Horizontina und Ijuí in Rio Grande do Sul sowie aus Caçador, Joaçaba und São Miguel d’Oeste in Santa Catarina. Sie gehörten verschiedenen ethnischen Gruppen an, vor allem Deutschen und Italienern, die sich anfangs der Subsistenzwirtschaft und der Schweine- und Hühnerzucht widmeten.
In der schriftlichen Überlieferung von Planalto werden neben anderen frühen Einwohnern (nach den Indianern) João Barbosa und Osvaldo Hoffmann erwähnt, die sich 1953 als Landwirte in dem Ort niederließen, gefolgt von Albino Kotarski im Jahr 1954. Die Familie Hoffmann besaß die Gleba 01, urkundlich bereits vor der Revolta dos Colonos (deutsch: Siedleraufstand) von 1957 nachgewiesen. Sie gründeten ein Getreideexportunternehmen in Planalto und später eine Sojaölindustrie. Die gleiche Familie besaß bereits eine Mühle in Francisco Beltrão.

### Erhebung zum Munizip
Planalto wurde durch das Staatsgesetz Nr.  4731 vom 24. Juni 1963 aus Capanema ausgegliedert und in den Rang eines Munizips erhoben. Es wurde am 11. November 1963 als Munizip installiert.

## Geografie

### Fläche und Lage
Planalto liegt auf dem Terceiro Planalto Paranaense (der Dritten oder Guarapuava-Hochebene von Paraná). Seine Fläche beträgt 346 km². Es liegt auf einer Höhe von 387 Metern.

### Vegetation
Das Biom von Planalto ist Mata Atlântica.

### Klima
Das Klima ist gemäßigt warm. Es werden hohe Niederschlagsmengen verzeichnet (1827 mm pro Jahr). Im Jahresdurchschnitt liegt die Temperatur bei 21,4 °C. Die Klimaklassifikation nach Köppen und Geiger lautet Cfa.

### Gewässer
Planalto liegt im Einzugsgebiet des Iguaçu. Der Rio Santo Antônio bildet die westliche Grenze des Munizips zu Argentinien. Im Osten begrenzt der Rio Capanema das Munizip. Der Rio Lajeado Liso entspringt an der südlichen Grenze und durchfließt das Munizip bis zu seiner Mündung in den Santo Antônio an der nordwestlichen Grenze. Der linke Iguaçu-Nebenfluss Rio Siemens entspringt im Süden und durchquert das Munizip in Richtung Norden.

### Straßen
Planalto liegt an der BR-163. Diese führt im Norden über Cascavel und Toledo nach Guaíra, im Süden durch den Westen Santa Catarinas nach Rio Grande do Sul. Über die PR-281 kommt man im Osten nach Realeza und über die PR-881 nach Bela Vista da Caroba im Süden.

### Historischer Peabiru-Weg
Durch Planalto verlief seit vorkolumbischen Zeiten eine Nebenstrecke des Peabiru-Wegs vom Atlantik nach Peru. Diese ging vom Mittellauf des Paranapanema bei Jardim Olinda in südwestlicher Richtung nach Santa Catarina und durchquerte das Gebiet von Planalto. Nach der Zerstörung der Reduktionen, die die Jesuiten im heutigen Paraná zum Schutz der Ureinwohner eingerichtet hatten, geriet der Weg in Vergessenheit.

### Nachbarmunizipien
| Capanema                           |                                             |         |
| Comandante Andresito (Argentinien) | Kompassrose, die auf Nachbargemeinden zeigt | Realeza |
|                                    | Pérola d’Oeste                              | Ampére  |

## Stadtverwaltung
Bürgermeister: Luiz Carlos Boni, PDT (2021–2024)
Vizebürgermeister: Cezar Inacio Zimmer, MDB (2021–2024)

## Demografie

### Bevölkerungsentwicklung
| Jahr | Einwohner | Stadt | Land |
| ---- | --------- | ----- | ---- |
| 1970 | 17.195    | 13 %  | 87 % |
| 1980 | 20.279    | 18 %  | 82 % |
| 1991 | 15.092    | 27 %  | 73 % |
| 2000 | 14.122    | 34 %  | 66 % |
| 2010 | 13.654    | 44 %  | 56 % |
| 2022 | 11.062    |       |      |

Quelle: IBGE (2011) und Volkszählung 2022

### Ethnische Zusammensetzung
| Gruppe * | 1991    | 2000    | 2010    | wer sich als …                                                                   |
| --- | ------- | ------- | ------- | -------------------------------------------------------------------------------- |
| Weiße | 80,9 %  | 91,7 %  | 86,4 %  | weiß bezeichnet                                                                  |
| Schwarze | 0,7 %   | 1,7 %   | 1,5 %   | schwarz bezeichnet                                                               |
| Gelbe | 0,1 %   | 0,1 %   | 0,5 %   | von fernöstlicher Herkunft wie japanisch, chinesisch, koreanisch etc. bezeichnet |
| Braune | 18,2 %  | 6,0 %   | 11,6 %  | braun oder als Mischung aus mehreren Gruppen bezeichnet                          |
| Indigene | 0,0 %   | 0,4 %   | 0,1 %   | Ureinwohner oder Indio bezeichnet                                                |
| ohne Angabe | 0,0 %   | 0,2 %   | 0,0 %   |                                                                                  |
| Gesamt | 100,0 % | 100,0 % | 100,0 % |                                                                                  |
| *) Das IBGE verwendet für Volkszählungen ausschließlich diese fünf Gruppen. Es verzichtet bewusst auf Erläuterungen. Die Zugehörigkeit wird vom Einwohner selbst festgelegt. |         |         |         |                                                                                  |

Quelle: IBGE (Stand: 1991, 2000 und 2010)

## Wirtschaft

### Kennzahlen
Mit einem Bruttoinlandsprodukt pro Einwohner von 23.639,44 R$ (rund 5.300 €) lag Planalto 2019 auf dem 286. Platz der 399 Munizipien Paranás.
Sein hoher Index der menschlichen Entwicklung von 0,706 (2010) setzte es auf den 199. Platz der paranaischen Munizipien.